# Mohammad Kiadarbandsari
Mohammad Kiadarbandsari (en persan : محمد کیادربندسری), né le 9 octobre 1989 à Téhéran, est un skieur alpin iranien.

## Carrière
Il est le premier médaillé iranien aux Jeux asiatiques d'hiver en 2011, avec le bronze obtenu en super G. Prenant part aux Championnats du monde en 2011 et 2013, pour un meilleur résultat de 48e sur le slalom géant en 2013 à Schladming, il se qualifie pour ses premiers jeux olympiques en 2014 à Sotchi, où il est 51e du slalom géant et 30e du slalom spécial.
Aux Championnats d'Asie 2018, il remporte deux médailles d'or notamment, obtenues sur le slalom et le combiné alpin.

## Palmarès

### Jeux olympiques
| Épreuve / Édition | Sotchi 2014 | Pyeongchang 2018 |
| Slalom            | 30e         | 34e              |
| Slalom géant      | 51e         | 58e              |

### Championnats du monde
| Épreuve / Édition | Garmisch-Partenkirchen 2011 | Schladming 2013 |
| Slalom            | Abandon                     | Abandon         |
| Slalom géant      | 75e                         | 48e             |

### Jeux asiatiques
- Médaille de bronze du super G en 2011 à Astana/Almaty.